# Spiro Koleka
Spiro Koleka (Vuno, 7 luglio 1908 – Tirana, 23 agosto 2001) è stato un politico albanese.

## Biografia
Nacque a Vuno, nei pressi di Himara, cugino lontano di un ministro in carica negli anni venti (Spiro Jorgo Koleka). Frequentò il liceo classico del Collegio Italo-Albanese di San Demetrio Corone (Cosenza) nel biennio 1928 - 1929 e studiò all'Università di Pisa dal 1930 al 1934, conseguendo la laurea in ingegneria civile. Assunto da una compagnia ingegneristica italiana lavorò presso questa dal 1936 al 1937; nel corso dello sciopero di Fier, indirizzato contro l'amministrazione di Zog I di Albania, fu arrestato. Prese parte alla resistenza comunista durante la seconda guerra mondiale. Svolse numerosi incarichi politici durante l'amministrazione comunista. Fu membro del Comitato Centrale dal 1948 al giugno 1991 e del Politburo del Partito del Lavoro d'Albania dal 1948 al 1981. Suo nipote, Edi Rama è il primo ministro in carica dell'Albania, già sindaco di Tirana nel 2000.